# Schaffhausen
Schaffhausen (njemački: Schaffhausen, francuski: Schaffhouse, talijanski: Sciaffusa, hrvatski: Šafhauzen, grčki: Probatopolis, latinski: Scaphusun) je grad u Švicarskoj i glavni grad kantona Schaffhausen.

## Gradske četvrti
- Altstadt
- Breite
- Emmersberg
- Hochstrasse / Geissberg
- Niklausen
- Buchthalen
- Herblingen

## Gospodarstvo
Veće tvrtke u gradu Schaffhausenu su:
- Cilag AG farmaceutska industrija
- Georg Fischer AG
- IWC International Watch Co., tvornica koja proizvodi luksuzne satove

## Šport
- FC Schaffhausen, nogometni klub
- SV Schaffhausen, nogometni klub
- Kadetten Schaffhausen, rukometni klub
- Damen Volleyball Club VC Kanti Schaffhausen, odbojkaški klub
- SC Schaffhausen, vaterpolski klub
- Futsal Team Schaffhausen, malonogometni klub
- Futsal Club Concordia Schaffhausen, malonogometni klub

### Sportski objekti
- rukometna dvorana, BBC Arena Schaffhausen

## Poznate osobe
- Ariane Ehrat (*1961.), skijašica
- Roberto Di Matteo (*1970.), nogometaš
- Stéphane Lehmann (*1963.), nogometaš

## Vanjske poveznice
- Grad Schaffhausen  Arhivirana inačica izvorne stranice od 25. studenoga 2019. (Wayback Machine) (njem.)

## Galerija
- Haus zum Ritter (dom viteza)
- Erker in der Schaffhauser Altstadt (stari grad)
- Festungsanlage Munot (kula Munot)